# Język malajalam

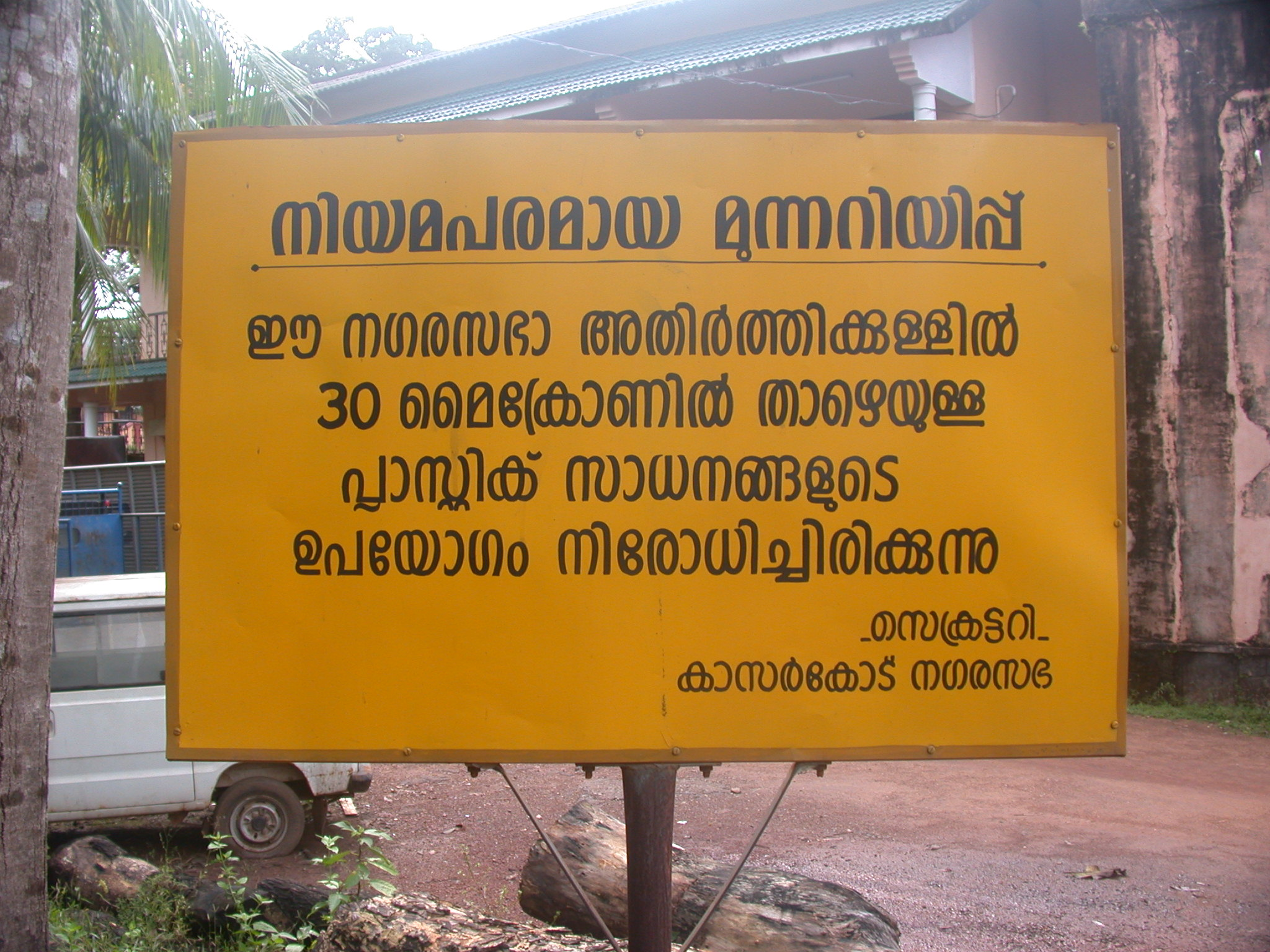
Tablica informacyjna w języku malajalam

Język malajalam – język drawidyjski, używany w Indiach na Wybrzeżu Malabarskim i Lakszadiwach przez około 30 mln osób. Jest językiem urzędowym w stanie Kerala i na terytorium związkowym Lakszadiwów.
Język ten jest blisko spokrewniony z językiem tamilskim, ma też własne – wywodzące się ze starotamilskiego alfabetu vatteluttu – pismo malajalam. Jako odrębny język malajalam oddzielił się od tamilskiego ok. X w. n.e. Pierwszy utwór literacki w tym języku, Ramaciaritam, powstał prawdopodobnie w XII wieku. W średniowieczu istniał styl literacki nazywany manipravalam (dosł. „rubiny i korale”), polegający na swobodnym wykorzystaniu zasobów leksykalnych zarówno malajalam, jak i sanskrytu w jednym utworze. W przeciwieństwie do języka tamilskiego słownictwo malajalam nadal zawiera duży procent zapożyczeń z sanskrytu.

## Fonologia

### Spółgłoski
|             |             | Wargowe   | Wargowe   | Zębowe    | Zębowe    | Dziąsłowe | Dziąsłowe | Retrofleksywne | Retrofleksywne | Palatalne  | Palatalne  | Tylnojęzykowe | Tylnojęzykowe | krtaniowe | krtaniowe |
| ----------- | ----------- | --------- | --------- | --------- | --------- | --------- | --------- | -------------- | -------------- | ---------- | ---------- | ------------- | ------------- | --------- | --------- |
| Nosowe      | Nosowe      | /m/ മ m   | /m/ മ m   | /n̪/ ന n   | /n̪/ ന n   | /n/ ന * n | /n/ ന * n | /ɳ/ ണ ṇ        | /ɳ/ ണ ṇ        | /ɲ/ ഞ ñ    | /ɲ/ ഞ ñ    | /ŋ/ ങ ṅ       | /ŋ/ ങ ṅ       |           |           |
| Zwarte      | Zwykłe      | /p/ പ p   | /b/ ബ b   | /t̪/ ത t   | /d̪/ ദ d   | /t/ * t   |           | /ʈ/ ട ṭ        | /ɖ/ ഡ ḍ        | /t͡ʃ/ ച c   | /d͡ʒ/ ജ j   | /k/ ക k       | /ɡ/ ഗ g       |           |           |
| Zwarte      | Przydechowe | /pʰ/ ഫ ph | /bʱ/ ഭ bh | /t̪ʰ/ ഥ th | /d̪ʱ/ ധ dh |           |           | /ʈʰ/ ഠ ṭh      | /ɖʱ/ ഢ ḍh      | /t͡ʃʰ/ ഛ ch | /d͡ʒʱ/ ഝ jh | /kʰ/ ഖ kh     | /ɡʱ/ ഘ gh     |           |           |
| Szczelinowe | Szczelinowe | /f/ ഫ* f  |           | /s̪/ സ s   | /s̪/ സ s   |           |           | /ʂ/ ഷ ṣ        | /ʂ/ ഷ ṣ        | /ɕ/ ശ ś    | /ɕ/ ശ ś    |               |               | /h/ ഹ h   |           |
| Płynne      | Centralne   | /ʋ/ വ v   | /ʋ/ വ v   |           |           |           |           | /ɻ/ ഴ l        | /ɻ/ ഴ l        | /j/ യ y    | /j/ യ y    |               |               |           |           |
| Płynne      | Boczne      |           |           |           |           | /l/ ല l   | /l/ ല l   | /ɭ/ ള ḷ        | /ɭ/ ള ḷ        |            |            |               |               |           |           |
| Drżące      | Drżące      |           |           |           |           | /ɾʲ/ ര r  | /ɾʲ/ ര r  | /r/ റ r        | /r/ റ r        |            |            |               |               |           |           |